# MICROCOSM
『MICROCOSM』（マイクロコズム）は、日本のロックバンド、FLOWの6枚目のオリジナルアルバム。

## 概要
- 前作『#5』から1年5か月ぶりのアルバム。
- 今作は、「小宇宙」をテーマとした[1]、FLOW初のコンセプトアルバム[2]。
- 初回生産限定版にはDVD付き。
- 今作のアルバムの収録曲について、メンバーがそれぞれブログにて解説している。
- フランス・パリで2000年から開催されている、日本のポップカルチャーを扱ったイベント「Japan Expo」の2011年度、このアルバムが最優秀J-MUSICアルバム賞を受賞した[3]。
- キャッチコピーは、『今のFLOWが伝えたい想いを全て詰め込んだ渾身作！』

## 収録曲
1. -ECHOES-
次曲「CALLING」に繋がるインスト曲。
曲中に入っているリリックは「人類の夜明け」をイメージしたとKOHSHIが話している。
2. CALLING
19thシングルで、このアルバムの先行シングル。
テレビ東京系アニメ『HEROMAN』エンディングテーマ。
ミックスはシングル版と同じだが、「-ECHOES-」がこの楽曲と繋がるようになっているため、冒頭のギャップが無い。
3. SIGN
18thシングル。シングルバージョンでの収録だが、表記が全て大文字に変更されている。
テレビ東京系アニメ『NARUTO -ナルト- 疾風伝』オープニングテーマ。
4. UNION
歌詞は、アルバム製作開始時に最初に書き始めた曲。
5. ATMOSPHERE
この曲のテーマは「反戦」。KEIGOは、歌詞入りのデモを聴いて涙したらしい。
6. PLANETARIUM
7. -CORE-
タイトルをつけたのは、KOHSHIである。
次の曲「FREEDOM」に繋がるインスト曲。
この曲でKOHSHIのギターが初めて音源化された[注釈 2]。
8. FREEDOM
19thシングルのc/w。c/w曲がオリジナルアルバムに収録されるのは、『GAME』以来となる。
日本テレビ系海外ドラマ『バーン・ノーティス 元スパイの逆襲』イメージソング。
曲の冒頭の音源がシングル収録とは若干異なる。
9. ENEMY
10. SOUL RED
この曲は、KOHSHIが松田優作の同名のドキュメンタリー映画を見て作った楽曲である。
11. LUNA
英語詞で構成された楽曲であり、日本語詞の部分はわずかである。
12. TONIGHT
「LUNA」に続き英語詞で構成された楽曲であり、KEIGOのソロパートのみ日本語詞の部分がある。
この曲の歌録りの最中に停電し、2時間レコーディングが中断した。
13. AMBIENCE
コーエー『真・三國無双 MULTI RAID 2』TVCFタイアップソング。曲自体はかなり前から配信されていた。
14. TO-O-KU-E
15. -F.O.E-
タイトルは、「Friends Of the Earth」の略である。

## 初回特典
- DVD（後述）
- キラキラ☆コズミックジャケット仕様
- FLOW アナザージャケット
- 「CALLING」&『MICROCOSM』W購入者プレゼント応募ハガキ
  - A賞:FLOW 『MICROCOSM』スペシャルグッズ
  - B賞:メンバー直筆サイン入り オリジナルクリアファイル

## 初回特典DVD
- <MUSIC VIDEO>
  - Sign
  - CALLING
- <SPECIAL MOVIE>
  - Recording scence of “MICROCOSM”
  - Radio Program「FLOWのキャプテン26」Final 2010.03.26 Movie ver.
- <LIVE MOVIE>
  - 「Sign」Launch event at LAZONA Kawasaki Plaza
- <OFFSHOT MOVIE>
  - 「CALLING」Photo Shooting
  - Offshot at musix 2010-Okinawa International Asia Music Festival-